# Carlos Flores Juberías
Carlos Flores Juberías   (València, 1964) és un catedràtic de dret i polític valencià.
Llicenciat i doctorat en dret per la Universitat de València, l'any 1995 s'incorpora a aquesta universitat com a professor associat. El 2017 va aconseguir la plaça de professor titular de dret constitucional. Ha estat professor també a la Universitat de Califòrnia a San Diego.
La vinculació de Carlos Flores amb la política s'inicia de ben jove, sempre relacionat amb la ideologia ultradretana, als anys huitanta del segle xx va militar al partit franquista Fuerza Nueva. A partir de l'any 2008 col·labora amb el periòdic conservador espanyol ABC com a columnista. Més tard també ho faria amb Las Provincias.
Els seus posicionaments antiavortistes o anticatalanistes han marcat part de les seues intervencions més polèmiques i que el van donar certa notorietat que amb la seua condició de professor de dret de la universitat van valdre perquè el Partit Popular (PP) pensés amb ell com a representant per al Consell de Transparència de la Generalitat Valenciana el 2015.
El desembre de 2022, Flores va ser elegit per Vox com el seu candidat a president de la Generalitat en les eleccions a les Corts Valencianes de 2023. Després de la seva elecció, el diari Levante-EMV va revelar que havia estat condemnat en 2002 a un any de presó i al pagament de 6000 euros per violència psíquica habitual i 21 faltes de coaccions, injúries i vexacions a la seva exmuller, de qui s'havia separat en 1999. Flores va dir que, llavors, tant ell com la seva dona s'havien presentat denúncies mútues en repetides ocasions, les quals van ser retirades o van acabar en absolució, excepte aquesta, la pena de la qual va ser suspesa a causa de mancar d'antecedents penals.
La candidatura de Flores aconseguí 13 escons al parlament valencià que amb els 40 del PP aconseguirien tombar la majoria d'esquerres que els darrers anys havia governat sota la marca del Govern del Botànic. Vox s'incorpora al nou govern valencià liderat pel popular Carlos Mazón tot i que Flores Juberías no ho farà vetat pels seus socis de govern pels antecedents com a assetjador masclista. Vox, però, el va situar com a candidat a les eleccions generals de juliol de 2023 per València.